# Törlspitzen
Le Törlspitzen formano una catena montuosa nei Monti del Kaiser in Tirolo. Sono caratterizzate da numerose cime e sono composte esattamente da otto sommità appartenenti al comune di Kirchdorf in Tirol. La parte meridionale delle cime segna il confine con il comune di Going am Wilden Kaiser.

## Geografia
Le Törlspitzen si trovano nella parte centrale dei Monti del Kaiser, al passaggio verso l'Ostkaiser. Si ergono a sud-est della Ellmauer Tors. A ovest, le cime precipitano in ripide pareti rocciose fino al Kübelkar. A sud, le pronunciate pareti rocciose si trasformano in terreni esposti con ripide rupi erbose e terreno roccioso. Sul versante est o nord delle Törlspitzen si trova il Griesener Kar, un vasto campo di ghiaioni che in alcuni punti si estende fino alla cima delle Törlspitzen. L'angolo settentrionale delle Törlspitzen è la Nordliche Törlspitze o Goinger Scharte , e l'estremità meridionale delle Törlspitzen è la Kreuztörlturm o Kleine Törl. A nord, il Vordere Goinger Halt si trova di fronte alle Törlspitzen , da cui sono separate dalla Goinger Scharte. Verso sud-est segue la cresta principale con il piccolo Törl e la Regalmspitze, che culmina infine nell'Ackerlspitze nell'Ostkaiser.

## Le cime
Da nord a sud-est:
- Nördliche Törlspitze (2 187 m)
- Bauernpredigtstuhl (2 119 m)
- Goinger Turm (2 201 m)
- Goinger Törlspitze (2 227 m)
- Westliches Törleck (2 198 m)
- Östliches Törleck (2 198 m)
- Höchster Törlturm (2 191 m)
- Kreuztörlturm (2 173 m)

Le cime più suggestive sono il Bauernpredigtstuhl e il Kreuztörlturm , mentre la vetta più alta è il Goinger Törlspitze.

## Alpinismo
Tutte le cime del Törlspitzen sono accessibili solo tramite arrampicata e non sono segnalate; pertanto, richiedono passo sicuro, assenza di vertigini, esperienza alpina, senso dell'orientamento e abilità di arrampicata. Questa parte dei Monti del Kaiser è raramente visitata.
Gli accessi alle cime sono raggiungibili da nord dalla valle Kaiserbachtal attraverso la Große Griesener Tor o la Kleines Griesener Tor passando per il rifugio Fritz-Pflaum-Hütte e il sentiero di montagna verso Kleines Törl. Da sud, la parte sud-orientale della catena montuosa è raggiungibile tramite il sentiero Gildensteig da Going o dalla Wochenbrunneralm attraverso la Kleien Törl . Le cime nord-occidentali possono essere scalate anche da ovest dal Kübelkar .
La cima più famosa delle Törlspitzen è il Bauernpredigtstuhl, alla quale dal Kübelkar partono diverse vie di arrampicata (la via più facile, ancora oggi percorsa, è di grado di difficoltà V secondo la scala UIAA).
La cima più alta è la Goinger Törlspitze a 2 227 m. È anche la cima più facile da raggiungere delle Törlspitze. La via normale (II) inizia nel Griesener Kar sul versante nord-est della cima. È possibile raggiungerla tramite la Große Griesener Tor o la Kleine Griesener Tor dalla Kaiserbachtal, oppure da sud tramite il Gildensteig e la Kleine Törl. Dall'Hochkar, ci si dirige prima verso la sella tra la Goinger Turm e la Goinger Törlspitze. Da lì, si risalgono cenge e canaloni fino alla vetta. L'escursione dura circa un'ora e mezza dall'inizio nel Griesener Kar.
Un'altra cima molto ambita dagli scalatori è la Kreuztörlturm, che può essere scalata partendo dalla Kleiner Törl (percorso più facile III+).